# Idaho City
La ville américaine d’Idaho City, située à 58 km au nord-est de Boise, est le siège du comté de Boise, dans l’Idaho. Selon le recensement de 2010, sa population s’élève à 485 habitants.

## Histoire
La ville d'Idaho City a été fondée en décembre 1862 sous le nom de Bannock (parfois mentionnée comme West Bannock), à la faveur de la ruée vers l'or du bassin de Boise durant la guerre de Sécession, la plus importante depuis la ruée vers l'or de Californie une douzaine d'années auparavant.  Au confluent de l'Elk et du Mores Creeks, son abondant approvisionnement en eau lui permit de grossir plus et plus vite que les autres camps de mineurs des environs du bassin, tels que Placerville, Pioneerville et Centerville. Comme sa population augmentait, la ville fut renommée Idaho City pour éviter toute confusion avec Bannack dans le Montana, de nos jours Beaverhead County, la région sud ouest du Montana.
À l'apogée de la ville, durant le milieu des années 1860, il y avait plus de 200 échoppes en ville, dont trois douzaines de saloons et deux douzaines de cabinets d'avocat. En 1864 sa population de 7 000 habitants fait d'Idaho City la plus vaste ville du nord-ouest des États-Unis, plus vaste encore que Portland dans l'Oregon. Le bois était le principal matériau de construction et combustible de chauffage, ce qui fit qu'Idaho City brûla trois fois, en 1865, 1867, 1868, et 1871.
En 1863, l'église catholique Saint Joseph fut fondée, c'était la première paroisse catholique du nouveau Territoire de l'Idaho et le bâtiment fut achevé l'année suivante.
Idaho City est un lieu important de l'histoire locale de la franc-maçonnerie. La Grande Loge de l'Idaho fut fondée à Idaho City en 1867. La loge de l'Idaho numéro 1 fut originellement située à Idaho City, mais est maintenant installée à Boise.
Durant la ruée vers l'or, le bassin de Boise comptait des dizaines de milliers d'habitants, mais la plupart quittèrent la région lorsque la prospection déclina. La population d'Idaho City tomba sous 900 habitants en 1870 et chuta jusqu'à 104 habitants en 1920. L'économie actuelle repose principalement sur le tourisme lié à la chasse, à la pêche et aux visites des nombreux sites historiques, dont le cimetière de Boot Hill. Hors de la ville, les mines abandonnées sont légion.
Le sénateur Frank Church annonça sa candidature aux primaires Démocrate de 1976 depuis le porche du bâtiment siège des autorités du comté à Idaho City en mars de cette année. Son grand-père s'était établi dans cette ville en 1871 et son père y naquit en 1889. Chase A. Clark, le beau-père de Frank Church, avait annoncé sa candidature pour le poste de gouverneur à Idaho City en 1940.

## Démographie
| 1880 | 1900 | 1910 | 1920 | 1930 | 1940 |
| ---- | ---- | ---- | ---- | ---- | ---- |
| 672  | 390  | 262  | 104  | 187  | 273  |

| 1950 | 1960 | 1970 | 1980 | 1990 | 2000 |
| ---- | ---- | ---- | ---- | ---- | ---- |
| 246  | 188  | 164  | 300  | 322  | 458  |

| 2010 | - | - | - | - | - |
| ---- | - | - | - | - | - |
| 485  | - | - | - | - | - |

### Communauté chinoise
Quatre mille Chinois ont vécu dans le Territoire d'Idaho de 1869 à 1875. Comme beaucoup d'immigrants, ils vinrent aux Gold Mountain pour travailler comme mineurs, ou trouver du travail comme blanchisseur ou cuisinier. Le magasin de Pon Yam, un riche homme d'affaires chinois, Pon Yam House, bâti en 1867, est l'un des derniers bâtiments restants des Chinois d'Idaho City. Bien que de nos jours, on ne voit plus guère de Chinois à l'exception des touristes, le recensement de 1870 décomptait 1 751 Chinois, près de la moitié de la population de la ville. Annie Lee fut l'une des figures marquantes parmi les Chinoises de la ville, comme Polly Bemis, elle échappa à la prostitution. Elle s'échappa des griffes d'un membre de la Yeong Wo Company dans les années 1870 pour rejoindre Boise dans le but d'épouser son amoureux, un autre Chinois. Accusée de vol par son proxénète, elle déclara à un juge qu'elle voulait rester dans la ville de Boise. À la suite de cela, le juge lui donna sa liberté.